# Porto Open 2024 - Doppio
Il doppio del torneo di tennis professionistico Porto Open 2024, facente parte della categoria Challenger 125 nell'ambito dell'ATP Challenger Tour 2024, si è giocato dal 29 luglio al 4 agosto a Porto, in Portogallo. Tra le coppie partecipanti erano presenti Toshihide Matsui e Kaito Uesugi, i detentori del titolo ma sono stati eliminati ai quarti di finale.
In finale Sander Arends e Luke Johnson hanno sconfitto Joshua Paris e Ramkumar Ramanathan con il punteggio di 6–3, 6–2.

## Teste di serie
1. Sander Arends /  Luke Johnson (campioni)
2. Jonathan Eysseric /  George Goldhoff (primo turno)

1. Karol Drzewiecki /  Piotr Matuszewski (semifinale, ritirati)
2. Jeevan Nedunchezhiyan /  Vijay Sundar Prashanth (quarti di finale)

## Wildcard
1. Pedro Araújo /  João Domingues (primo turno)

1. Tiago Pereira /  Duarte Vale (quarti di finale)

## Alternate
1. Cui Jie /  Vadym Ursu (quarti di finale)

## Ranking protetto
1. Arjun Kadhe /  Arthur Reymond (semifinale)

## Tabellone

### Legenda
| - Q = Qualificato - WC = Wild card - LL = Lucky loser | - ALT = Alternate - SE = Special Exempt - PR = Protected Ranking | - w/o = Walkover - r = Ritirato - d = Squalificato |

|  | Primo turno | Primo turno                   | Primo turno                | Primo turno | Primo turno |  |  | Quarti di finale | Quarti di finale              | Quarti di finale           | Quarti di finale           | Quarti di finale           |   |     | Semifinali | Semifinali                 | Semifinali                 | Semifinali                       | Semifinali                       |   |   | Finale | Finale | Finale | Finale | Finale |  |
|  |             |                               |                            |             |             |  |  |                  |                               |                            |                            |                            |   |     |            |                            |                            |                                  |                                  |   |   |        |        |        |        |        |  |
|  | 1           | S Arends L Johnson            | S Arends L Johnson         | 6           | 6           |  |  |                  |                               |                            |                            |                            |   |     |            |                            |                            |                                  |                                  |   |   |        |        |        |        |        |  |
|  |             | D Istomin M Kukuškin          | D Istomin M Kukuškin       | 2           | 1           |  |  | 1                | S Arends L Johnson            | S Arends L Johnson         | 6                          | 6                          |   |     |            |                            |                            |                                  |                                  |   |   |        |        |        |        |        |  |
|  | Alt         | J Cui V Ursu                  | 6                          | 1           | [10]        |  |  | Alt              | J Cui V Ursu                  | J Cui V Ursu               | 4                          | 0                          |   |     |            |                            |                            |                                  |                                  |   |   |        |        |        |        |        |  |
|  |             | J Herasimaŭ E Karlovskij      | 3                          | 6           | [7]         |  |  |                  |                               |                            |                            |                            |   |     | 1          | S Arends L Johnson         | S Arends L Johnson         | 6                                |                                  |   |   |        |        |        |        |        |  |
|  | 3           | K Drzewiecki P Matuszewski    | K Drzewiecki P Matuszewski | 6           | 7           |  |  |                  |                               | 3                          | K Drzewiecki P Matuszewski | K Drzewiecki P Matuszewski | 3 | r   |            |                            |                            |                                  |                                  |   |   |        |        |        |        |        |  |
|  |             | J De Loore M Geerts           | J De Loore M Geerts        | 4           | 5           |  |  | 3                | K Drzewiecki P Matuszewski    | K Drzewiecki P Matuszewski | 6                          | 6                          |   |     |            |                            |                            |                                  |                                  |   |   |        |        |        |        |        |  |
|  | WC          | T Pereira D Vale              | 6                          | 4           | [10]        |  |  | WC               | T Pereira D Vale              | T Pereira D Vale           | 3                          | 4                          |   |     |            |                            |                            |                                  |                                  |   |   |        |        |        |        |        |  |
|  |             | J-s Nam R Statham             | 4                          | 6           | [8]         |  |  |                  |                               |                            |                            |                            |   |     | 1          | Sander Arends Luke Johnson | Sander Arends Luke Johnson | 6                                | 6                                |   |   |        |        |        |        |        |  |
|  |             | J Paris R Ramanathan          | J Paris R Ramanathan       | 6           | 6           |  |  |                  |                               |                            |                            |                            |   |     |            |                            |                            | Joshua Paris Ramkumar Ramanathan | Joshua Paris Ramkumar Ramanathan | 3 | 2 |        |        |        |        |        |  |
|  | WC          | P Araújo J Domingues          | P Araújo J Domingues       | 4           | 4           |  |  |                  | J Paris R Ramanathan          | 63                         | 6                          | [10]                       |   |     |            |                            |                            |                                  |                                  |   |   |        |        |        |        |        |  |
|  |             | H Reese D Sharan              | 3                          | 79          | [6]         |  |  | 4                | J Nedunchezhiyan VS Prashanth | 7                          | 4                          | [7]                        |   |     |            |                            |                            |                                  |                                  |   |   |        |        |        |        |        |  |
|  | 4           | J Nedunchezhiyan VS Prashanth | 6                          | 67          | [10]        |  |  |                  |                               |                            |                            |                            |   |     |            | J Paris R Ramanathan       | 62                         | 6                                | [10]                             |   |   |        |        |        |        |        |  |
|  |             | A Escoffier J Marie           | 7                          | 4           | [3]         |  |  |                  |                               | PR                         | A Kadhe A Reymond          | 7                          | 4 | [5] |            |                            |                            |                                  |                                  |   |   |        |        |        |        |        |  |
|  |             | T Matsui K Uesugi             | 5                          | 6           | [10]        |  |  |                  | T Matsui K Uesugi             | T Matsui K Uesugi          | 64                         | 3                          |   |     |            |                            |                            |                                  |                                  |   |   |        |        |        |        |        |  |
|  | PR          | A Kadhe A Reymond             | 2                          | 6           | [10]        |  |  | PR               | A Kadhe A Reymond             | A Kadhe A Reymond          | 7                          | 6                          |   |     |            |                            |                            |                                  |                                  |   |   |        |        |        |        |        |  |
|  | 2           | J Eysseric G Goldhoff         | 6                          | 4           | [6]         |  |  |                  |                               |                            |                            |                            |   |     |            |                            |                            |                                  |                                  |   |   |        |        |        |        |        |  |